# فلورنسا هاردينغ
فلورنسا هاردينغ (بالإنجليزية: Florence Harding) ولدت في ( 15 أغسطس 1860م - وتوفيت في 21 نوفمبر 1924م )، زوجة رئيس الولايات المتحدة التاسع والعشرين وارن هاردنج، والسيدة أولى للولايات المتحدة الأمريكية من 1921 حتى 1923.
تزوجت فلورنسا أولًا من بيت دي وولف وأنجبت ابنًا يُدعى مارشال. بعد طلاقها، تزوجت من هاردينغ الذي كان أصغر سنًا إلى حد ما عندما كان ناشرًا لصحيفة في أوهايو، واعتُبرت العقل المدبر وراء هذا العمل. كانت تُلقب بالدوقة، وقد تكيفت جيدًا مع البيت الأبيض، إذ أقامت حفلات شديدة الرقي.

## حياتها المبكرة
ولدت فلورنسا مايبل كلينج فوق متجر أدوات والدها في شارع 126 ساوث مين في مدينة ماريون بولاية أوهايو، في 15 أغسطس عام 1860. كانت فلورنسا كبرى ثلاثة أطفال للأبوين أموس كلينغ، وهو محاسب ورجل أعمال بارز في ماريون من أصل ألماني، ولويزا بوتون كلينغ، التي فر أسلافها الهوغونوتيون الفرنسيون من الاضطهاد الديني. كان لديها أخّان أصغر سنًا هما كليفورد، المولود عام 1861، وفيتاليس، المولود عام 1864. التحقت فلورنسا بمدرسة الاتحاد ابتداءً من عام 1866 ودرست الأدب الكلاسيكي. برز والدها كمصرفي وكان أحد المساهمين في شركة كولومبوس وتوليدو للسكك الحديدية، ورئيس الجمعية الزراعية، وعضوًا في مجلس إدارة المدرسة. كان لدى فلورنسا شغف بالخيول في وقت مبكر من حياتها وشاركت في العديد من سباقات الخيول. عمل والدها على تدريبها على العديد من المهارات التجارية مثل إدارة البنوك والعقارات والمزارع.
بدأت فلورنسا الدراسة في معهد سينسيناتي للموسيقى بعد تخرجها من المدرسة الثانوية في عام 1878، بهدف أن تصبح عازفة بيانو احترافية. ذكرت أنها كانت تقضي سبع ساعات يوميًا على البيانو لمدة ثلاث سنوات، وفي إحدى المرات، ظلت تعزف حتى نزف إصبعها. في رحلات العودة إلى ماريون، كثيرًا ما اختلفت فلورنسا مع والدها الذي كان يضربها بخيزرانة الكرز. في سن الـ19، هربت مع هنري أثيرتون («بيت») دي وولف (4 مايو 1859، ماريون - 8 مارس 1894، ماريون) وتزوجا في كولومبوس، أوهايو، في 22 يناير عام 1880. طُبع سجل بإصدار رخصة زواجهما في صحيفة ذا ماريون ستار. أنجبت فلورنسا طفلها الوحيد، مارشال يوجين، في 22 سبتمبر عام 1880. عمل زوجها في مستودع ولكن إدمان الكحول دفعه إلى هجر أسرته في 31 ديسمبر عام 1882. انتقلت فلورنسا للعيش مع صديقتها كاري والاس بينما كانت والدتها لويزا تدعمها ماليًا مع طفلها. أصبحت فلورنسا معلمة بيانو لتأمين دخل إضافي ومارست هواية التزلج في الليل. حاول زوجها المنفصل عنها سرقة قطار في عام 1885، وتطلق الثنائي في عام 1886.
في النهاية، عرض أموس كلينغ تبني مارشال لكنه رفض دعم ابنته ماديًا. نتيجةً لذلك، اكتسب مارشال كنية عائلة كلينغ رغم عدم تبنيه بشكل قانوني. أدى هذا إلى فسح المجال لفلورنسا بأن تعيش قصصًا رومانسيةً أخرى، وسرعان ما التقت بوارن غاماليل هاردينغ، مالك صحيفة ذا ماريون ستار. كان يصغرها بخمس سنوات، وكانت أخته تشاريتي طالبة لدى فلورنسا. سرعان ما ذكرت صحيفة ذا ماريون ستار رحلات فلورنسا إلى متنزه يلوستون الوطني برفقة كل من والدتها ووارن هاردينغ. أصبح هاردينغ وفلورنسا ثنائيًا بحلول صيف عام 1886. بحسب من روى لاحقًا قصة علاقتهما الرومانسية، لم يُعرف من منهما لاحق الآخر.

## زواجها من هاردينغ
في عام 1890، خطبت فلورنسا لوارن هاردينغ. تزوجا في 8 يوليو عام 1891، رغم معارضة والدها، الذي اعتقد أن وارن هاردينغ كان يستغلها ليصعد بمكانته الاجتماعية وكان يرغب بأن يخطب ابنته رجل أكثر ثراءً. نشر شائعة مفادها أن هاردينغ من أصل أسود وهدد بإطلاق النار على الشاب في قاعة المحكمة. بعد الزفاف، الذي حضرته والدة فلورنسا سرًا، شرع الزوجان في رحلة شهر العسل إلى شيكاغو وسانت بول ويلوستون والبحيرات العظمى. اتخذت السيدة هاردينغ الجديدة قرارًا غير تقليدي بعدم ارتداء خاتم الزواج. لقبها وارن بـ«الرئيسة»، بينما كانت تدعوه «سوني».
لم ينجبا أطفالًا، لكن مارشال، نجل فلورنسا، عاش معهما بشكل متقطع وتلقى التشجيع من وارن للعمل في مجال الصحافة. عندما دخل زوجها مصحة باتل كريك بسبب الاكتئاب في يناير عام 1894، أصبحت فلورنسا مديرة الأعمال غير الرسمية لصحيفة ذا ماريون ستار رغم أنها لم تحظ بأي منصب رسمي سابقًا، وأظهرت على الفور موهبة بارزة وشخصية ملائمة لإدارة الصحيفة. نظمت قسم المبيعات، وحسّنت التوزيع، ودربت بائعي الصحف، واشترت المعدات بأسعار مناسبة. أصبح بائعو الصحف التابعين لها يُعرفون باسم «أولاد السيدة هاردينغ» في جميع أنحاء المدينة، وكانت تكافئهم على إنجازاتهم وتعاقبهم على أخطائهم. بدأ بعض أطفال ماريون يخافون من فلورنسا لضربها الأولاد في الشارع. أعلن نورمان توماس، أحد بائعي الصحف، الذي أصبح فيما بعد المرشح الاشتراكي للرئاسة، أن وارن كان الرجل الأول، لكن فلورنسا كانت العقل المدبر الحقيقي لصحيفة ذا ماريون ستار.
عاد وارن للعمل في الصحيفة في ديسمبر عام 1894 رغم أن فلورنسا استمرت في العناية به في المنزل. بعد اندلاع الحرب الأمريكية الإسبانية في عام 1898، لعبت فلورنسا دورًا أساسيًا في إعداد أول تقرير برقي. رغم أنها لم تكتب أي مقالات قط، اقترحت مجموعة من القصص من تجاربها الشخصية، وخاصةً القصص التي تروق للنساء. عينت أول مراسلة في أوهايو، جين ديكسون، ودعمتها في أثناء فترة ثورة سكان ماريون. بقيادة فلورنسا، ازدهرت الصحيفة وزادت إيراداتها. كانت أيضَا على دراية بآليات مصنع الصحف وكيفية إصلاحها. رغم أن وارن لم يكن مؤيدًا بشكل شخصي لحقوق المرأة في ذلك الوقت وقلل من أهمية تجمعات المطالبين بالاعتدال، قدّر بشكل كبير مساعدة زوجته في المكتب واحترم آرائها الصريحة. كتبت فلورنسا عن زوجها، «إنه يجيد التصرف عندما يستمع إليّ والعكس صحيح».

## السيدة الأولى
في 4 مارس عام 1921، أصبحت فلورنسا هاردينغ السيدة الأولى، وأخذت على الفور دورًا نشطًا في السياسة الوطنية، وفي بعض الأحيان، بدت وكأنها تفوق الرئيس في السلطة. كان لها دور واضح في اختيار أعضاء مجلس الوزراء، ولا سيما تفضيل تشارلز آر فوربس لمنصب مدير مكتب المحاربين القدامى وأندرو ميلون وزيرًا للخزانة. وافقت على اختيار تشارلز إيفانز هيوز وزيرًا للخارجية رغم اعتقادها الشخصي أن إليهو روت سيكون خيارًا أفضل. في حفل التنصيب، اعتقد المراقبون أنها كانت تحث زوجها بخطاب كانت قد كتبته، فكانت هناك إشارات عديدة إلى دور المرأة الجديد في الحياة السياسية الأمريكية. أصرت فلورنسا على دعوة كل من عمل في الحملة في ماريون إلى حفل التنصيب، وطلبت المساعدة لامرأة أغمي عليها وسط الحشود. تعين وكيل الخدمة السرية هاري إل باركر لحماية فلورنسا، ما جعلها أول سيدة أولى لديها وكيل خاص بها. طور الاثنان علاقة من الشراكة الوطيدة والثقة.
بعد أن خاطب وارن مجلس الشيوخ، سألت فلورنسا زوجها، «حسنًا، وارن هاردينغ، لقد أمنت لك منصب الرئاسة. ماذا ستفعل به؟» أجاب: «فليكن الله بعوني، فإني بحاجة إليه». في أول تصريح لوارن كرئيس، أمر بفتح أبواب البيت الأبيض للجمهور رغبةً من فلورنسا. وأشادت الصحافة بهذه الخطوة، مع إعلان أن السائحين قد يأتون لزيارة البيت الأبيض في الأسبوع التالي. أخبرت فلورنسا أحد أعضاء مجلس الشيوخ أنها كانت تهدف إلى أن تصبح أنجح سيدة أولى في التاريخ. بحلول الوقت الذي فتح فيه البيت الأبيض للجمهور، عرضت فلورنسا أن تعمل كمرشد سياحي بنفسها. حضرت العديد من المجموعات والأفراد لمقابلتها، بدءًا من بيل تيلدن ووصولًا إلى ألبرت أينشتاين.